# Hi-OVIS
Hi-OVIS (Sistema de Información Visual Óptica Altamente Interactivo) por sus siglas en inglés, fue el primer sistema de información visual óptica completamente interactivo del mundo. Desarrollado bajo el patrocinio del Ministerio de Comercio e Industria Internacional del gobierno japonés. Se llevaron a cabo experimentos operativos reales en 156 hogares en el distrito de Higashi-Ikoma, en la Prefectura de Nara, desde 1978 cuando comenzó el proyecto hasta que se completó en marzo de 1986, habiendo alcanzado con éxito los objetivos originales.

## Descripción

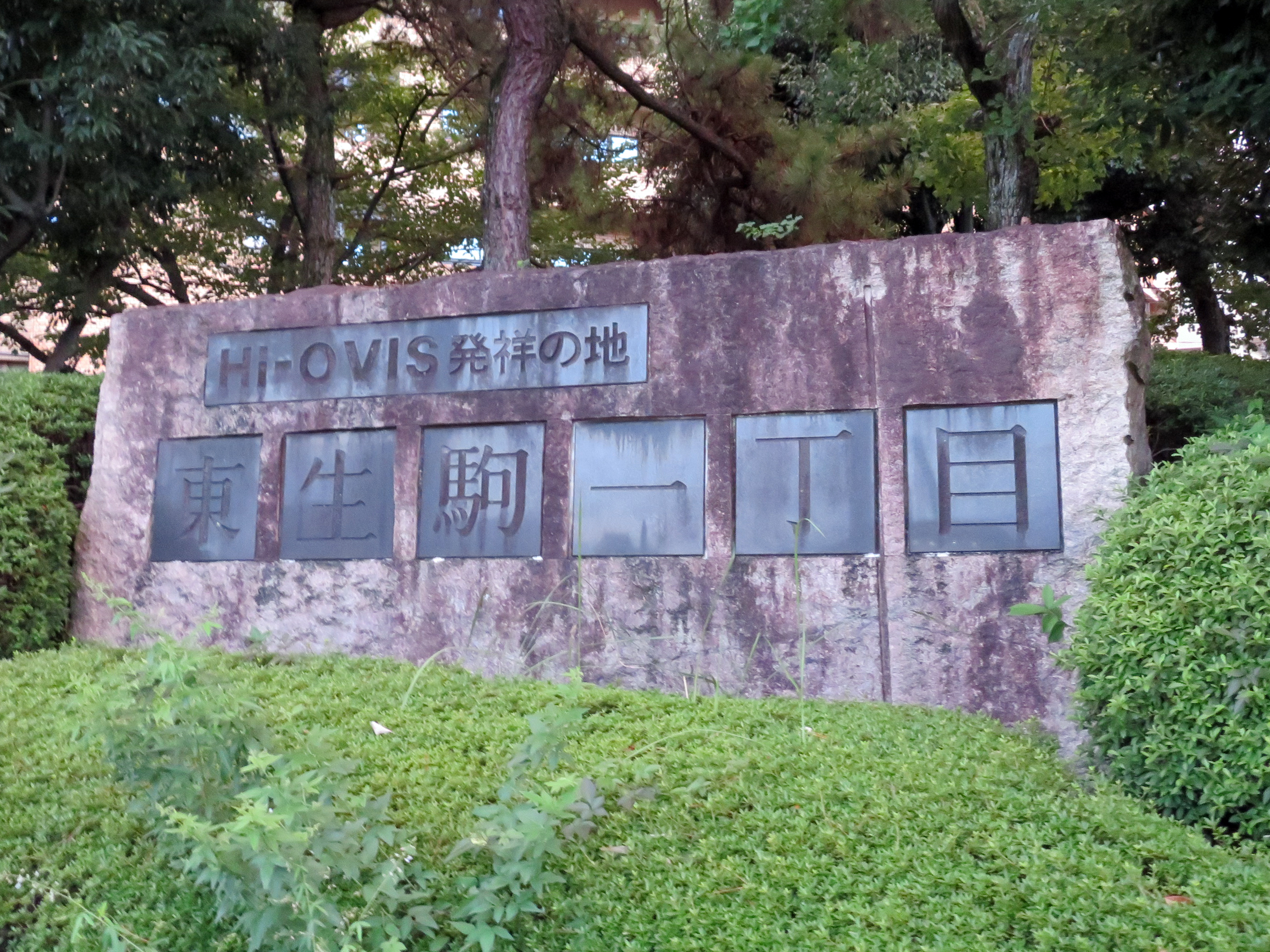
Monumento al proyecto Hi-OVIS en la estación de Ikoma

Este proyecto consistió en instalar en algunos hogares una cámara de vídeo con micrófono encima del televisor, conectada a toma de televisión por cable de fibra óptica, el cual ya era un sistema dual de recepción y emisión. De esta manera, en algunos programas podían conectar con la audiencia de algunos hogares, momento en el cual se entrevistaba al espectador estando este en su propia casa; siendo así el primer sistema de streaming de la historia.
Se comenzó como un proyecto experimental patrocinador por el gobierno de Japón y al cual se sumaron multitud de empresas japonesas interesadas como Fujitsu, Sumitono Electric, Matsushita y Kintetsu.
Tenía como objetivo crear una comunidad en la que el público pudiera participar activamente en la selección y uso de información a través de tecnologías de comunicación avanzadas, con la idea de que fueran los espectadores quienes tomasen parte en el contenido de la emisión, además de tener uso en la elección del propio contenido, pudiendo cada espectador elegir qué clase de contenido quería ver o escuchar en determinados momentos.

### Primera Fase
La fase 1 del experimento, que comenzó en julio de 1978 y duró hasta marzo de 1982, logró los siguientes cuatro objetivos:
- Establecer de una nueva comunidad en la que el público pueda participar voluntariamente.
- Establecer de la iniciativa en la selección de información.
- Contribución a la educación.
- Formación de la sociedad en bienestar local.

### Segunda Fase
La fase 2 del experimento, que comenzó en 1982 y duró hasta marzo de 1986, logró los siguientes objetivos prácticos orientados a los negocios, además de los objetivos de la fase 1:
- Contribución a una nueva era de medios informativos.
- Promoción del desarrollo de aplicaciones.
- Promoción del uso de nuevos medios interactivos.
- Examen de varios servicios de emisión como negocio.

El nuevo sistema no solo creó un frente para nuevas tecnologías basada en fibra óptica, sino que también proporcionó experiencia práctica en nuevos servicios a través de nuevos medios: televisión de pago, compras en el hogar, banca en el hogar y seguridad en el hogar y benefició en gran medida al desarrollo y promoción de nuevos medios de comunicación en un Japón previo al desarrollo y difusión de Internet.
Unas 35.000 personas visitaron el plató del experimento de Hi-OVIS, y en octubre de 1984 incluso acudió el emperador Hirohito.
Los resultados del experimento de Hi-OVIS se resumieron en un informe de evaluación en inglés que se publicó en 1987.